# Українська сільська рада (Криничанський район)
| Українська сільська рада — орган місцевого самоврядування у Криничанському районі Дніпропетровської області з адміністративним центром у c. Українка. Сільській раді підпорядковані населені пункти: - c. Українка - с-ще Вишневе |

## Склад ради
Рада складається з 16 депутатів та голови.

## Керівний склад сільської ради
| ПІБ                    | Основні відомості                                                                             | Дата обрання | Дата звільнення |
| ---------------------- | --------------------------------------------------------------------------------------------- | ------------ | --------------- |
| Драка Ігор Миколайович | Сільський голова, 1967 року народження, освіта, член Всеукраїнського об'єднання «Батьківщина» | 26.03.2006   | 31.10.2010      |
| Драка Ігор Миколайович | Сільський голова, 1967 року народження, освіта вища, член Партії регіонів                     | 31.10.2010   |                 |

Примітка: таблиця складена за даними джерела

## Розташування
Українська сільська рада розташована в північно-східній частині Криничанського району Дніпропетровської області, за 16 км від районного центру.

## Соціальна сфера
На території селищної ради знаходяться такі об'єкти соціальної сфери:
- Українська початкова школа-садок;
- Українська сільська лікарська амбулаторія;
- Вишневський фельдшерсько-акушерський пункт;
- Український будинок культури;
- Українська сільська бібліотека.